# Mylson
Mylson Carvalho, mais conhecido como Mylson (Lubango, 19 de Junho de 1994), é um cantor angolano de Kizomba.

## Início de vida
Nasceu  em Angola na província de Lubango, iniciou a sua vida em Luanda muito menor, onde ele evoluiu gradualmente a sua paixão pela música.

## Carreira
Mylson foi descoberto em 2011 quando tinha 16 anos de idade, pelo produtor musical da Angolana Aires no Beat. Eles foram entrevistados e destacados no 150º episódio da série de TV português RTP1 e bem-vindos a beirais. Mylson lançou um single oficial intitulado: Deixa eu te amar, que foi entre o Top 2014. As músicas do Mylson foram reproduzidas em diferentes estações de TV e eventos, incluindo TPA horas Quente, e Tpa2, Tchillar e realizado sobre a estação de televisão de maior audiência da TV Zimbo show feito em Angola liderada pelo conhecido produtor de TV Em Angola Dj salsa. Em 13 de setembro de 2014, ele actuou na Angola Music Awards, pela primeira vez,  sendo um dos mais aplaudidos e recebendo grandes comentários de críticos. Ele também em destaque no Dj Malvado Jr. Aka Edy Rodrigues álbum, em uma canção intitulada Beija-Mim feat. C4 Pedro.
Mylson lançou o seu primeiro álbum em 24 de Outubro de 2015, intitulado "Primeiro Passo", teve a produção e composição musical de Aires no beat e Symon Sollo, que também colaboraram com Mylson nas letras.

## Discografia
| Ano  | Titulo                    | Produção Musical                                                           | Premiação                                                            |
| ---- | ------------------------- | -------------------------------------------------------------------------- | -------------------------------------------------------------------- |
| 2013 | Saudade (Single)          | Aires no beat                                                              | Melhor Balada Top Radio Luanda (Nomeação)                            |
| 2013 | Cansei (Single)           | Aires no beat                                                              |                                                                      |
| 2014 | Beija-me (Single)         | Aires no beat                                                              |                                                                      |
| 2014 | Deixa eu te amar (Single) | Fahrenheit                                                                 | Melhor Ghetto Zouk Top Radio Luanda + Angola Music Awards (Nomeação) |
| 2015 | Teu Feitiço (Single)      | Aires no beat Melhor Ghetto Zouk Top Radio Luanda + Moda Luanda (Nomeação) |                                                                      |
| 2015 | Primeiro Passo (Album)    | Aires no beat & Symon Sollo                                                | Artista Revelação Top Radio Luanda + Angola Music Award (Nomeação)   |
| 2017 | 7 Anos (Single)           |                                                                            | Melhor Balada Top Radio Luanda (Nomeação)                            |
| 2017 | Sedução (Single)          |                                                                            |                                                                      |